# Cantó de Freyming-Merlebach
El cantó de Freyming-Merlebach és un cantó francès del departament del Mosel·la, situat al districte de Forbach. Té 10 municipis i el cap és Freyming-Merlebach.

## Municipis
- Barst (Barscht)
- Béning-lès-Saint-Avold
- Betting (Bettinge)
- Cappel (Kapple)
- Farébersviller
- Freyming-Merlebach
- Guenviller (Genwiller)
- Henriville
- Hoste
- Seingbouse (Bus)

## Història
| Data d'elecció                           | Identitat          | Partit                    | Qualitat |
| ---------------------------------------- | ------------------ | ------------------------- | -------- |
| 1961-1967                                | Pierre Potier      | Sense etiqueta            |          |
| 1967-1985                                | Charles Stirnweiss | Divers gauche, després PS |          |
| 1985-2004                                | Arthur Albert      | RPR                       |          |
| 2004-                                    | Laurent Kleinhentz | PS                        |          |
| les dades anteriors no són pas conegudes |                    |                           |          |
|                                          |                    |                           |          |

## Demografia
| A partir de 1990 : Població sense dobles comptes |